# Jussac (tổng)
Tổng Jussac là một tổng thuộc tỉnh Cantal trong vùng Auvergne-Rhône-Alpes.

## Địa lý
Tổng này được tổ chức xung quanh Jussac ở quận Aurillac. Độ cao khu vực này dao động từ 569 m (Crandelles) đến 874 m (Jussac) với độ cao trung bình 629 m.

## Hành chính
| Giai đoạn | Ủy viên           | Đảng | Tư cách               |
| --------- | ----------------- | ---- | --------------------- |
| 2001-2014 | Jacques Markarian | PS   | Thị trưởng Crandelles |

## Các đơn vị trực thuộc
Tổng Jussac gồm 5 xã với dân số 5 290 người (điều tra dân số năm 1999, dân số không tính trùng)
| Xã                   | Dân số | Mã bưu chính | Mã insee |
| -------------------- | ------ | ------------ | -------- |
| Crandelles           | 598    | 15250        | 15056    |
| Jussac               | 1 779  | 15250        | 15083    |
| Naucelles            | 1 782  | 15000        | 15140    |
| Reilhac              | 957    | 15250        | 15160    |
| Teissières-de-Cornet | 174    | 15250        | 15233    |

## Biến động dân số
| 1962                                                     | 1968  | 1975  | 1982  | 1990  | 1999  |
| -------------------------------------------------------- | ----- | ----- | ----- | ----- | ----- |
| 2 396                                                    | 2 928 | 4 140 | 4 468 | 5 166 | 5 290 |
| Nombre retenu à partir de 1962 : dân số không tính trùng |       |       |       |       |       |